# Laurien Vermulst
Laurien Jacqueline Maria Vermulst (* 14. Juni 1960 in ’s-Hertogenbosch) ist eine ehemalige niederländische Ruderin, die sechs Weltmeisterschaftsmedaillen im Leichtgewichts-Rudern gewann.

## Sportliche Karriere
Die 1,74 m große Laurien Vermulst trat bei den Weltmeisterschaften 1983 im Doppelvierer an und belegte den sechsten Platz. Zwei Jahre später startete sie bei den Weltmeisterschaften 1985 im Leichtgewichts-Einer und erreichte den zehnten Platz. 1987 bei den Weltmeisterschaften in Kopenhagen belegte sie zusammen mit Ellen Meliesie den fünften Platz im Leichtgewichts-Doppelzweier mit über zwanzig Sekunden Rückstand auf die kanadischen Weltmeisterinnen und sechs Sekunden Rückstand auf die drittplatzierten Ruderinnen aus den Vereinigten Staaten. Im Jahr darauf bei den Weltmeisterschaften in Mailand siegten Vermulst und Meliesie mit drei Sekunden Vorsprung auf die Französinnen und vier Sekunden Vorsprung auf die Britinnen.
1989 kehrte Vermulst in den Leichtgewichts-Einer zurück. Bei den Weltmeisterschaften in Bled gewann sie die Bronzemedaille dreieinhalb Sekunden hinter Kristine Karlson aus den Vereinigten Staaten und anderthalb Sekunden hinter der Belgierin Rita Defauw. 1990 fanden die Weltmeisterschaften in Tasmanien erst Ende Oktober/Anfang November statt. Im Leichtgewichts-Einer siegte die Dänin Mette Bloch Jensen mit zwei Sekunden Vorsprung vor Laurien Vermulst, über sechs Sekunden dahinter erkämpfte Rita Defauw die Bronzemedaille. Bei den Weltmeisterschaften 1991 in Wien siegte die Neuseeländerin Philippa Baker mit fast zweieinhalb Sekunden Vorsprung vor Vermulst, 0,76 Sekunden hinter der Niederländerin gewann Mette Bloch Jensen Bronze.
Da Leichtgewichts-Rudern erst 1996 eine olympische Disziplin wurde, wechselte Vermulst 1992 in den niederländischen Doppelvierer. Laurien Vermulst, Marjan Pentenga, Anita Meiland und Harriet van Ettekoven belegten im Vorlauf den dritten Platz hinter den Deutschen und den Rumäninnen und erreichten im Hoffnungslauf mit einem zweiten Platz hinter dem US-Boot das Finale. Im Finale siegten die Deutschen vor den Rumäninnen und dem Boot aus dem Vereinten Team. Sieben Sekunden dahinter erkämpften die Niederländerinnen den vierten Platz mit 0,25 Sekunden Vorsprung vor dem Boot aus den Vereinigten Staaten, in dem mit Kristine Karlson auch eine Leichtgewichts-Ruderin teilnahm.
1993 ruderte Laurien Vermulst bei den Weltmeisterschaften in Račice u Štětí wieder im Leichtgewichts-Einer. Es gewann die Kanadierin Michelle Darvill mit vier Sekunden Vorsprung vor Vermulst, eine Sekunde dahinter gewann Mette Bloch Jensen Bronze. Bei den Weltmeisterschaften 1994 in Indianapolis gewann Laurien Vermulst ihre vierte Silbermedaille im Leichtgewichts-Einer, diesmal lag sie anderthalb Sekunden hinter der Rumänin Constanța Burcică. 1995 kehrte Vermulst zurück in den Leichtgewichts-Doppelzweier und belegte zusammen mit Ellen Meliesie den sechsten Platz bei den Weltmeisterschaften in Tampere. Ebenfalls den sechsten Platz belegten die beiden im Jahr darauf bei der olympischen Premiere des Leichtgewichts-Ruderns bei den Olympischen Spielen in Atlanta. 1999 belegte Laurien Vermulst noch einmal den sechsten Platz im Leichtgewichts-Doppelzweier bei den Weltmeisterschaften in St. Catharines.